# James inbäddning
Inom matematiken är James inbäddning, introducerad av Ioan James (1958, 1959), en inbäddning av ett reellt, komplext eller hyperboliskt projektivt rum till en sfär. 